# Xavier Mauméjean
Xavier Mauméjean (Biarritz, 30 de diciembre de 1963) es un escritor, editor y profesor de filosofía francés adscrito a los géneros de la ciencia ficción, fantasía y policíaco.

## Biografía
Licenciado en Filosofía y estudios religiosos, es profesor de filosofía en Antoine Watteau de Valenciennes. Después de ganar el Prix Gérardmer 2000 de novela de fantasía con Les Mémoires de l’Homme-Eléphant —recientemente reeditado bajo el título de Ganesha-, ha publicado el psico-thriller urbano Gotham, La Ligue des Héros ganador del Premio Bob Morane 2003, L’Ère du dragon, La Vénus anatomique —relectura del mito de Frankenstein bajo el género de novela de capa y espada con la que obtuvo el Prix Rosny aîné 2005, Car je suis Légion, un thriller ambientado en la antigua Babilonia, y Lilliputia con el que obtuvo nuevamente el Prix Rosny aîné en 2009. 
También ha publicado cuentos y ensayos en diversas antologías y revistas; además, es autor de varios radiodramas para France Culture. Es coautor de la colección Bibliothèque rouge y dirigió la serie Royaumes perdus en la casa editorial Éditions Mango. En 2012, se convirtió en el director de Pandore, la colección de cuentos fantásticos Young Adult de la editorial Le Pré aux clercs.
En 2006 publicó Bloodsilver junto con Johan Heliot bajo el seudónimo de Wayne Barrow, una historia fantástica de la conquista del Oeste de Estados Unidos.

## Obras

### Novelas
- Les Mémoires de l'Homme-Eléphant (2000).
- Gotham (2002 y 2007).
- La Ligue des héros (2002 y 2008).
- L'Ere du Dragon (2003 y 2008).
- La Vénus anatomique (2004 y 2006).
- Car je suis légion (2005 y 2007).
- The League of Heroes (2005).
- Poids mort (2007).
- Freakshow ! (2007).
- Ganesha (2007).
- Lilliputia (2008).
- Kraven (novelas, colección de La Ligue des héros y L'Ere du Dragon (2009).
- Rosée de feu (2010).

### Ensayos
- Les Nombreuses vies de Sherlock Holmes (2005), en coautoría con André-François Ruaud.
- Les Nombreuses vies d'Hercule Poirot (2006), en coautoría con André-François Ruaud.
- Géographie de Sherlock Holmes  (2011), en coautoría con André-François Ruaud.
- Sherlock Holmes, une vie  (2011), en coautoría con André-François Ruaud.

### Novelas juveniles
- Série Le Bouclier du Temps, en coautoría con Johan Heliot.
  - Le Messager de l'Olympe (2006).
  - Sachem America (2006).
  - La Marque du dragon (2007).
  - Samouraï City (2007).
- Le journal de Nicolas Dorthiez à Londres (2008).
- La guerre spéciale (2009).
- La Reine des Lumières (2009).
- L'ami de toujours (2011).

### Cuentos
- Reich Zone, cuento ucrónico de la antología Divergences 001 (2008).

### Piezas radiofónicas
- Forum (2002).
- Les Enrobés flottants (2003).
- La Nouvelle Eve ou Les Infortunes du Progrès (2004).
- Lilliputia, une tragédie de poche (2005).
- Sherlock Holmes: La Ligue des Rouquins (2008).
- Sherlock Holmes: Le Dernier problème (2008).
- Sherlock Holmes: La Maison vide (2008).
- Les Ecorchés du Boulevard (2008).
- Hop Frog (2009).
- Le scarabée d'or (2009).
- Le système du professeur Goudron et du docteur Plume (2009).
- Fantômas, le Génie du Crime (2011).
- La fin de Fantômas (2011).